# Monte Genyen
Il monte Genyen è un monte cinese della provincia di Sichuan alto 6.204 metri.
È stato scalato per la prima volta da Karl Unterkircher,Simon Kehrer,Walter Nones, Gerold Moroder, il 16 maggio 2006.